# Unité administrative locale
Pour les articles homonymes, voir Ual et Lau.
Les unités administratives locales (UAL ; en anglais Local Administrative Unit, LAU) sont les composants primaires des régions NUTS qui a été établie par Eurostat. Au niveau local, deux niveaux d'unités administratives locales ont été définis :
- les unités administrative locale de premier niveau, UAL 1 (ou LAU 1 en anglais) : le niveau UAL supérieur (autrefois NUTS 4) est défini pour la majorité des pays, mais pas pour tous les États.
- les unités administratives locales de second niveau, UAL 2 (ou LAU 2) : le deuxième niveau UAL (autrefois NUTS 5) consiste en communes ou unités équivalentes dans les 27 États membres de l'UE.

## Niveaux UAL 1 et UAL 2
| Pays               | 1er niveau (UAL 1)                      | 2e niveau (UAL 2)                              |
| ------------------ | --------------------------------------- | ---------------------------------------------- |
| Allemagne          | 539 Verwaltungsgemeinschaften           | 13 176 Gemeinden                               |
| Autriche           |                                         | 2 381 Gemeinden                                |
| Belgique           |                                         | 581 gemeenten/communes                         |
| Chypre             | 6 Eparchies                             | 614 Dimoi, koinotites                          |
| Croatie            | ?                                       | 546 municipalités (općine)                     |
| Danemark           |                                         | 271 Kommuner                                   |
| Espagne            |                                         | 8 108 Municipios                               |
| Estonie            | 15 Maakonnad                            | 241 Vald, Inn                                  |
| Finlande           | 82 Seutukunnat / Ekonomiska regioner    | 446 Kunnat / Kommuner                          |
| France             | 4 039 cantons                           | 36 568 Communes                                |
| Grèce              | 1 304 Dimoi/Koinotites                  | 6 130 Demotiko diamerisma/Koinotiko diamerisma |
| Hongrie            | 168 (Statisztikai) kistérségek          | 3 145 Települések                              |
| Irlande            | 34 Counties/County Boroughs             | 3 440 DEDs/Wards                               |
| Italie             |                                         | 7 960 Comuni                                   |
| Lettonie           | 33 Rajoni, republikas pilsētas          | 536 Pilsētas, novadi, pagasti                  |
| Lituanie           | 60 Savivaldybės                         | 515 Seniūnijos                                 |
| Luxembourg         | 12 cantons                              | 100 communes                                   |
| Malte              | 6 Distretti                             | 68 Kunsilli Lokali                             |
| Pays-Bas           |                                         | 489 Gemeenten                                  |
| Pologne            | 379 Powiaty i miasta na prawach powiatu | 2 478 Gminy                                    |
| Portugal           | 308 Concelhos - Municípios              | 3 091 Freguesias                               |
| Slovaquie          | 79 Okresy                               | 2 928 Obce                                     |
| Slovénie           | 58 Upravne enote                        | 193 Občine                                     |
| Suède              |                                         | 290 Kommuner                                   |
| République tchèque | 77 Okresy                               | 6 249 Obce                                     |

## Compléments